# Österreichischer Volleyball-Cup 2014/15 (Männer)
Der Österreichische Volleyball-Cup der Männer wurde in der Saison 2014/15 vom Österreichischen Volleyballverband zum 35. Mal ausgespielt und begann am 27. September 2014 mit der ersten Runde und endete am 30. Januar 2015 mit dem Finale. Der Pokal ging an die zweite Mannschaft des UVC Graz.

## Teilnehmende Mannschaften
Für den österreichischen Volleyball-Cup haben sich anhand der Teilnahme der Ligen der Saison 2014/15 folgende 27 Mannschaften, die nach der Saisonplatzierung der 1. Bundesliga 2013/14, der 2. Bundesliga Ost 2013/14, der 2. Bundesliga Süd 2013/14 und der 2. Bundesliga West 2013/14 geordnet sind, qualifiziert. Teams, die als durchgestrichen gekennzeichnet sind, nahmen am Wettbewerb aus diversen Gründen nicht am Wettbewerb teil oder sind die erste Mannschaften und spielten daher nicht um den Pokal mit. Weiters konnten noch der Landescupsieger, der Landesmeister oder deren Vertreter der Saison 2013/14 teilnehmen.
| AVL Superliga | Austrian Volley League (2) | Austrian Volley League 1. Liga (1) |
| --- | --- | --- |
| - Hypo Tirol Volleyballteam (T) (M) - SK Aich/Dob (K) - SG Union Waldviertel (NÖ) - SG VCA Amstetten Hypo NÖ (NÖ) - hotVolleys Wien (W) - TSV Hartberg (ST)                                                       | - Hypo Tirol Volleyballteam (T) - hotVolleys Wien (W) - SG Union Waldviertel (NÖ) - TSV Hartberg (ST) - UVC Graz (ST) - VBK Klagenfurt (K) - VBC Weiz (ST) - Supervolley Enns (OÖ) statt SG Supervolley OÖ                                                                 | - UVC Graz (ST) - VBC Weiz (ST) - VBK Klagenfurt (K) - Supervolley Enns (OÖ) SG Supervolley OÖ                                                                               |
| Grund- und Frühjahrsdurchgang | | |
| 2. Bundesliga Ost (6) | 2. Bundesliga Süd (9) | 2. Bundesliga West (7) |
| - SG volleyteam Südstadt/Perchtoldsdorf (NÖ) - Sportunion Bisamberg (NÖ) - BSM Graz Liebenau (ST) und - Union VBC Steyr (ST) - Union St. Pölten (NÖ) - Union Langenlebarn (NÖ) (N) - VC Amstetten Hypo NÖ II (NÖ) | - VC Hausmannstätten (ST) - SK Aich/Dob II (K) und - The Beachelors Kindberg (ST) - TUS Volleys Feldbach (ST) - VC Voitsberg (ST) (N) - SG WSV Eisenerz/VBV Trofaiach (ST) und - SG VBC Weiz II (ST) - UVC Graz II (ST) - TSV Hartberg II (ST) - VBK Klagenfurt II (K) (N) | - VC Mils (T) - UVC Ried im Innkreis (OÖ) und - SV MusGym Salzburg (S) - TV Oberndorf (S) - Hypo Tirol Volleyballteam II (T) (C) - VC Wolfurt (V) - PSV VBG Salzburg (S) (N) |
| Landescupsieger und Landesmeister (2) | | |
| - Union VC Esternberg (OÖ) | - Speedvolley Grafenstein (K) | |
| Erläuterungen Länderkürzel: (B): Burgenland, (K): Kärnten, (OÖ): Oberösterreich, (NÖ): Niederösterreich, (S): Salzburg, (ST): Steiermark, (T): Tirol, (W): Wien, (V): Vorarlberg                                  | | |

| (M) | amtierender Meister      |
| (C) | amtierender Cupsieger    |
| (N) | Neuaufsteiger der Saison |

## Turnierverlauf

### Vorrunde
| Datum             | Team 1                                | Team 2                       | Ergebnis                                |
| ----------------- | ------------------------------------- | ---------------------------- | --------------------------------------- |
| 27.09.2014, 17:00 | SG Eisenerz/Trofaiach                 | UVC Graz II                  | 0:3 (8:25, 4:25, 14:25)                 |
| 27.09.2014, 18:00 | TV Oberndorf                          | SV MusGym Salzburg           | 0:3 (23:25, 14:25, 9:25)                |
| 27.09.2014, 19:00 | Union VC Esternberg                   | UVC Ried im Innkreis         | 0:3 (22:25, 16:25, 23:25)               |
| 27.09.2014, 19:00 | Supervolley Enns                      | SG Union Waldviertel         | 3:0 (25:19, 25:19, 25:20)               |
| 27.09.2014, 19:30 | TSV Hartberg II                       | VBC Weiz II                  | 3:0 (25:21, 28:26, 31:29)               |
| 27.09.2014, 19:30 | PSV VBG Salzburg                      | VC Wolfurt                   | 3:1 (25:27, 25:20, 25:18, 28:26)        |
| 27.09.2014, 19:30 | VC Hausmannstätten                    | SK Aich/Dob II               | 3:1 (25:12, 23:25, 25:16, 25:18)        |
| 27.09.2014, 20:00 | VC Mils                               | Hypo Tirol Volleyballteam II | 3:0 (25:18, 25:15, 25:19)               |
| 27.09.2014, 20:00 | Speedvolley Grafenstein               | TUS Volleys Feldbach         | 0:3 (17:25, 12:25, 12:25)               |
| 28.09.2014, 18:00 | SG volleyteam Südstadt/Perchtoldsdorf | Union Langenlebarn           | 2:3 (26:24, 25:20, 25:27, 22:25, 13:15) |
| 05.10.2014, 17:30 | hotVolleys Wien                       | SG VCA Amstetten Hypo NÖ II  | 0:3 (16:25, 18:25, 15:25)               |

### Achtelfinale
Folgende fünf Vereine stiegen in das Achtelfinale ein:
Sportunion Bisamberg, VBK Klagenfurt II, Union St. Pölten, Union VBC Steyr und VC Voitsberg.
| Datum             | Team 1                      | Team 2               | Ergebnis                                |
| ----------------- | --------------------------- | -------------------- | --------------------------------------- |
| 09.11.2014, 13:00 | SG VCA Amstetten Hypo NÖ II | VBK Klagenfurt II    | 3:1 (18:25, 25:20, 25:21, 29:27)        |
| 09.11.2014, 14:00 | Union Langenlebarn          | VC Mils              | 0:3 (18:25, 19:25, 18:25)               |
| 09.11.2014, 15:00 | VC Hausmannstätten          | UVC Ried im Innkreis | 3:0 (25:21, 25:21, 25:20)               |
| 09.11.2014, 16:00 | VC Voitsberg                | SV MusGym Salzburg   | 2:3 (26:28, 16:25, 26:24, 25:20, 9:15)  |
| 09.11.2014, 16:00 | TUS Volleys Feldbach        | UVC Graz II          | 0:3 (21:25, 22:25, 16:25)               |
| 09.11.2014, 17:00 | Union St. Pölten            | Supervolley Enns     | 1:3 (14:25, 20:25, 25:17, 21:25)        |
| 16.11.2014, 13:30 | PSV VBG Salzburg            | Union VBC Steyr      | 1:3 (27:25, 26:28, 17:25, 21:25)        |
| 16.11.2014, 19:00 | Sportunion Bisamberg        | TSV Hartberg II      | 3:2 (16:25, 25:20, 25:14, 18:25, 15:11) |

### Viertelfinale
| Datum             | Team 1                      | Team 2               | Ergebnis                               |
| ----------------- | --------------------------- | -------------------- | -------------------------------------- |
| 30.11.2014, 20:15 | VC Hausmannstätten          | Supervolley Enns     | 2:3 (18:25, 25:23, 26:24, 18:25, 4:15) |
| 07.12.2014, 13:30 | SG VCA Amstetten Hypo NÖ II | Sportunion Bisamberg | 3:0 (25:21, 25:14, 25:17)              |
| 08.12.2014, 16:00 | VC Mils                     | UVC Graz II          | 1:3 (21:25, 15:25, 25:14, 16:25)       |
| 08.12.2014, 19:30 | Union VBC Steyr             | SV MusGym Salzburg   | 3:0 (32:30, 25:18, 25:20)              |

### Halbfinale
| Datum             | Team 1                      | Team 2           | Ergebnis                  |
| ----------------- | --------------------------- | ---------------- | ------------------------- |
| 23.01.2015, 19:00 | Union VBC Steyr             | UVC Graz II      | 0:3 (19:25, 16:25, 20:25) |
| 25.01.2015, 14:30 | SG VCA Amstetten Hypo NÖ II | Supervolley Enns | 3:0 (25:17, 25:20, 25:15) |

### Finale
| Datum             | Team 1      | Team 2                      | Ergebnis                         |
| ----------------- | ----------- | --------------------------- | -------------------------------- |
| 30.01.2015, 20:15 | UVC Graz II | SG VCA Amstetten Hypo NÖ II | 3:1 (25:22, 21:25, 25:20, 25:17) |